# Hemicampa bolivari
Hemicampa bolivari är en urinsektsart som beskrevs av Peter Wolfgang Wygodzinsky 1944. Hemicampa bolivari ingår i släktet Hemicampa och familjen Campodeidae. Inga underarter finns listade i Catalogue of Life.